# Kuartango
Kuartango (spanisch Cuartango) ist eine spanische Gemeinde in der Provinz Álava (Autonome Gemeinschaft Baskenland) mit 408 Einwohnern (Stand: 2024). Zur Gemeinde gehören neben dem Hauptort Zuhatzu Kuartango (span. Zuazo de Cuartango) noch die Ortschaften Anda  mit den Weilern Andagoia (span. Andagoya) und Katadiano (span. Catadiano), Aprikano (span. Apricano), Etxabarri-Kuartango (span. Echávarri de Cuartango) mit Tortura, Luna mit Artxua (span. Archúa), Arriano und Gibilloarrate (span. Guillarte), Marinda mit Iñurrieta, Santa Eulalia, Urbina de Basabe und Villamanca, Sendadiano, Uribarri Kuartango (span. Ullivarri Cuartango) sowie Urbina Eza (span. Urbina de Eza).

## Geographie
Die Gemeinde liegt im Westen der Provinz am Ufer des Flusses Bayas etwa 20 Kilometer westnordwestlich von Vitoria-Gasteiz in einer Höhe von ca. 595 m. Durch die Gemeinde führt die Autopista AP-68.

## Bevölkerungsentwicklung
| Jahr      | 1970 | 1981 | 1991 | 2001 | 2011 | 2021 |
| Einwohner | 503  | 335  | 350  | 375  | 351  | 396  |

## Sehenswürdigkeiten
- Peterskirche (Iglesia de San Pedro) in Zuhatzu
- Andreaskirche in Tortura
- Sebastianskirche in Artxua
- Johanniskirche in Urbina Eza
- Kirche von Andagoia

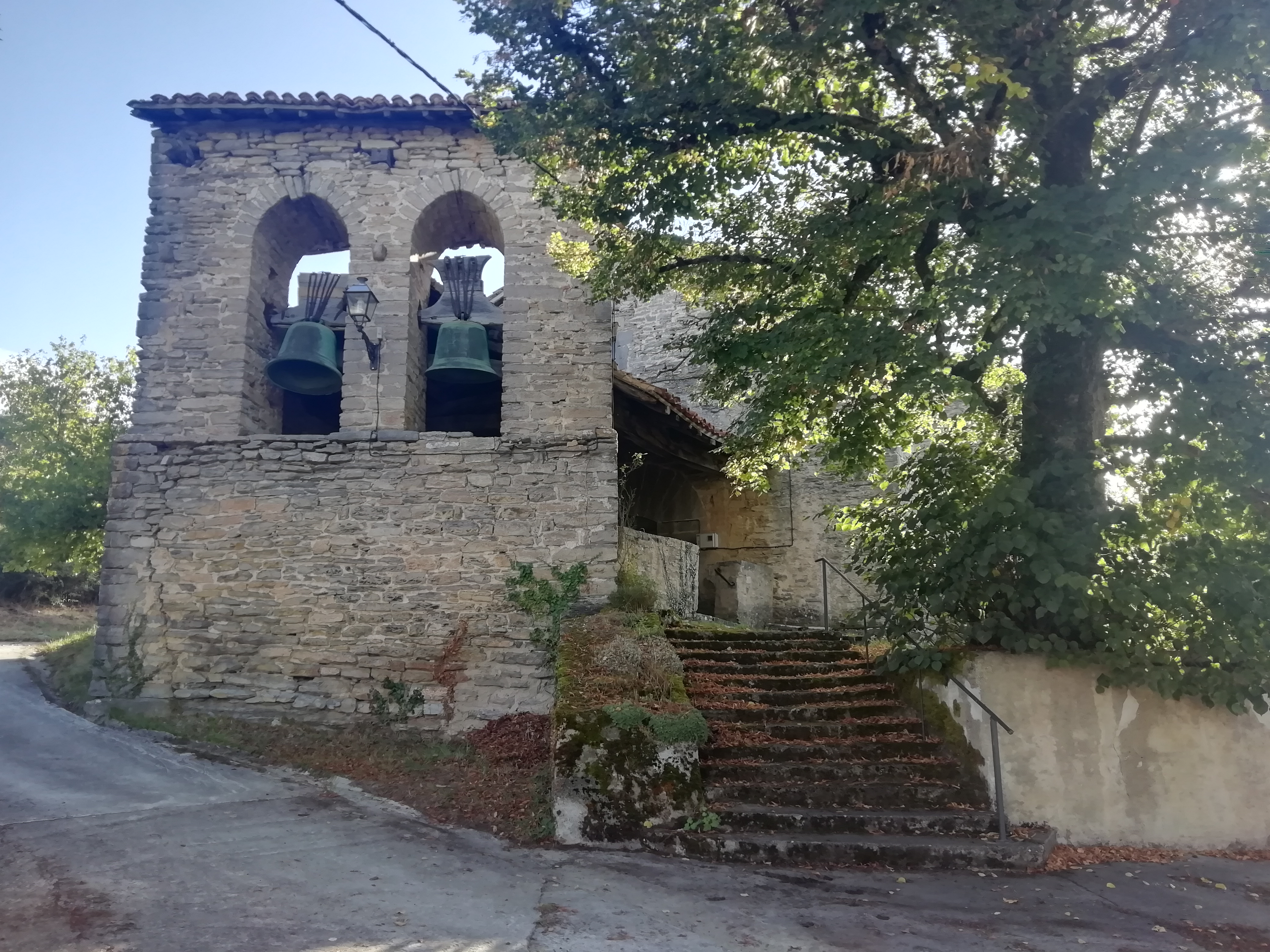
Peterskirche
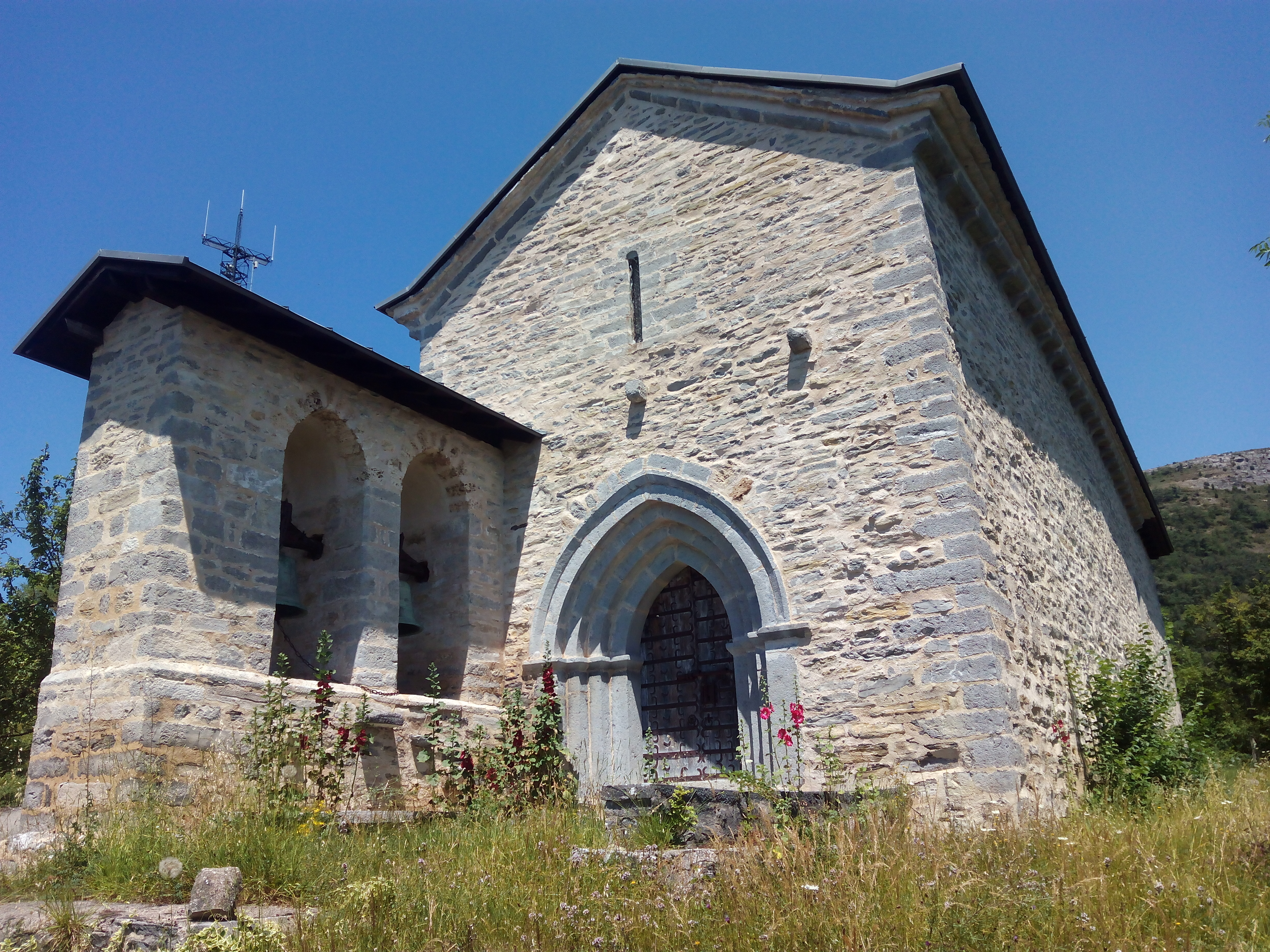
Andreaskirche
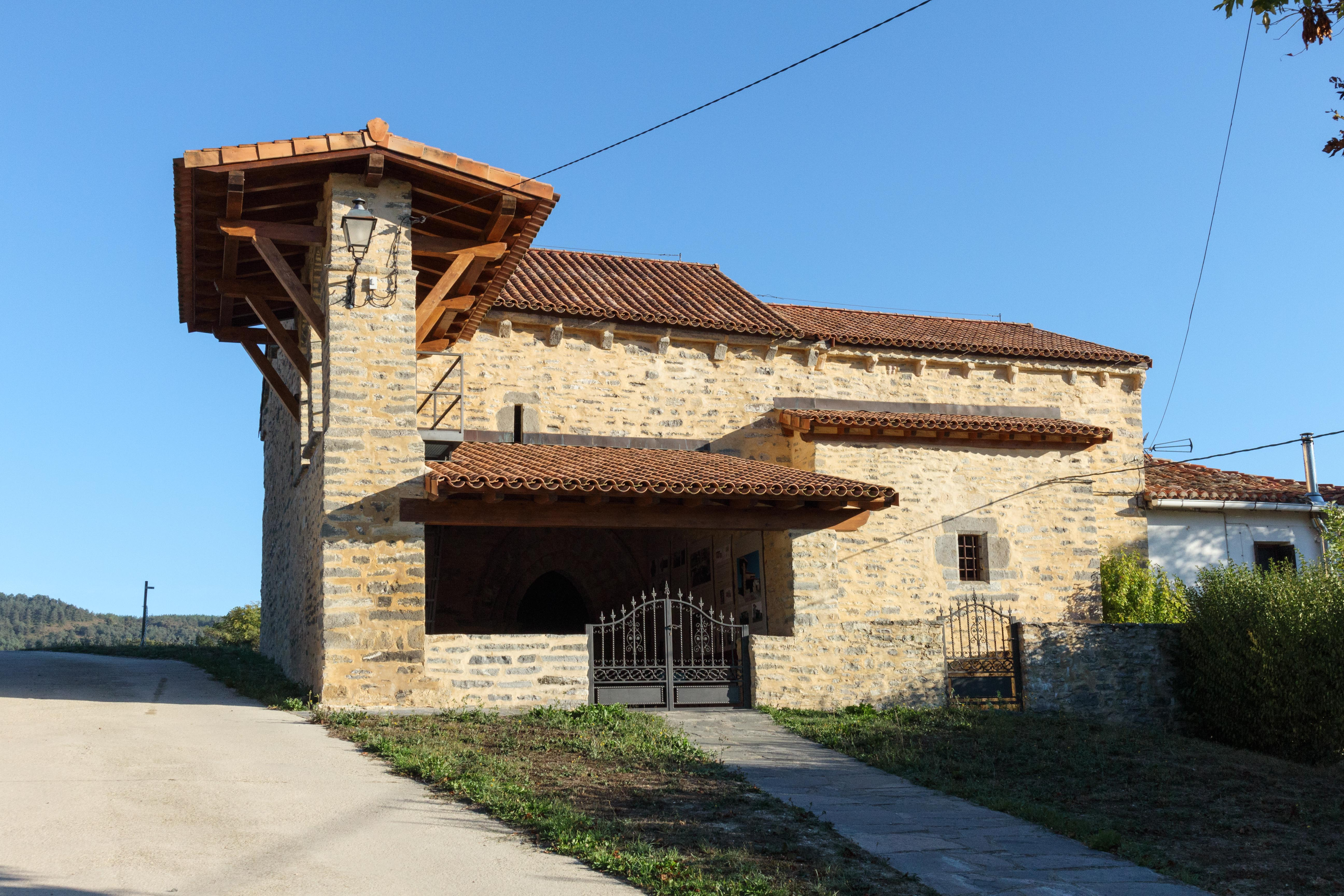
Sebastianskirche
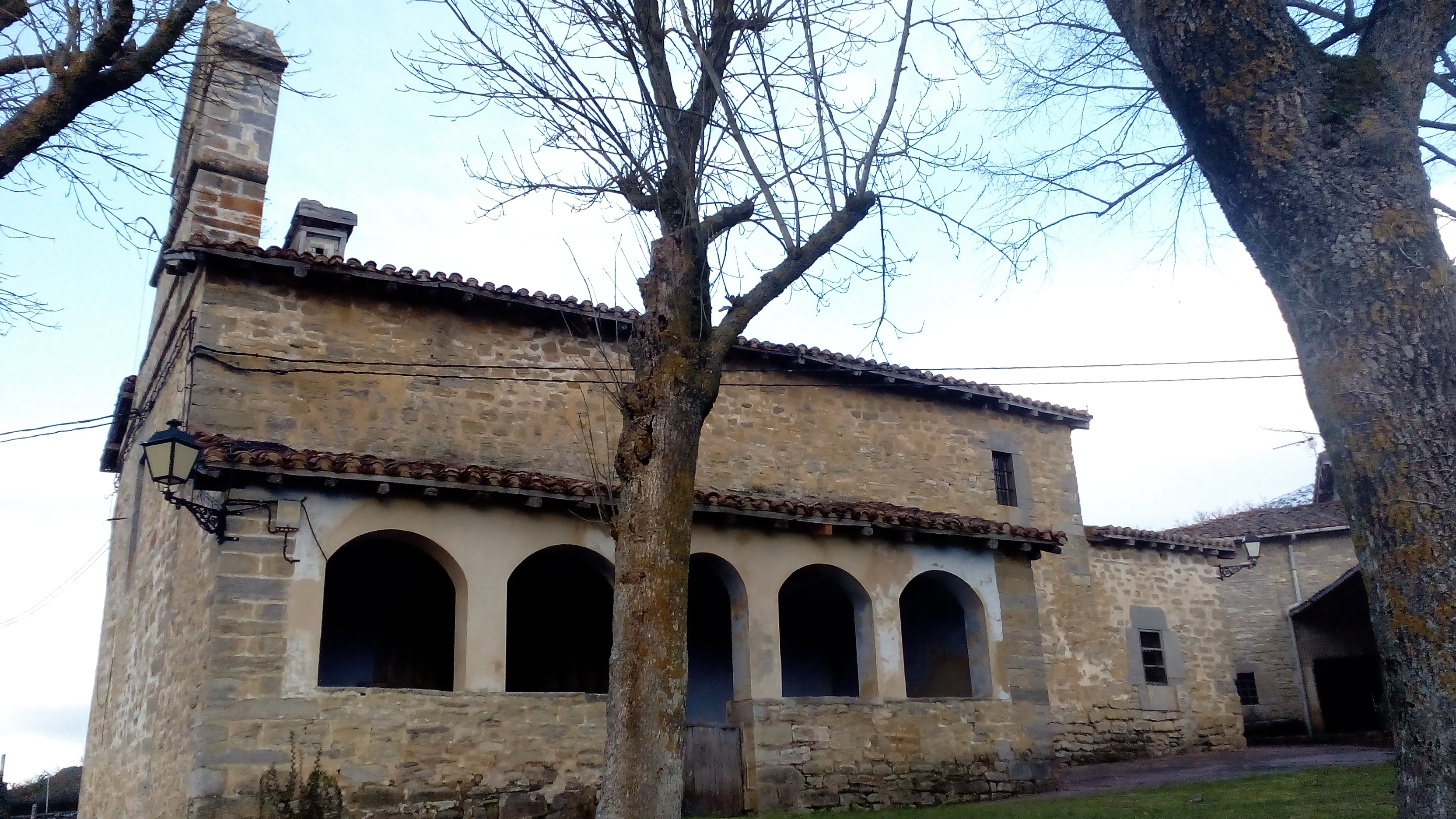
Johanniskirche
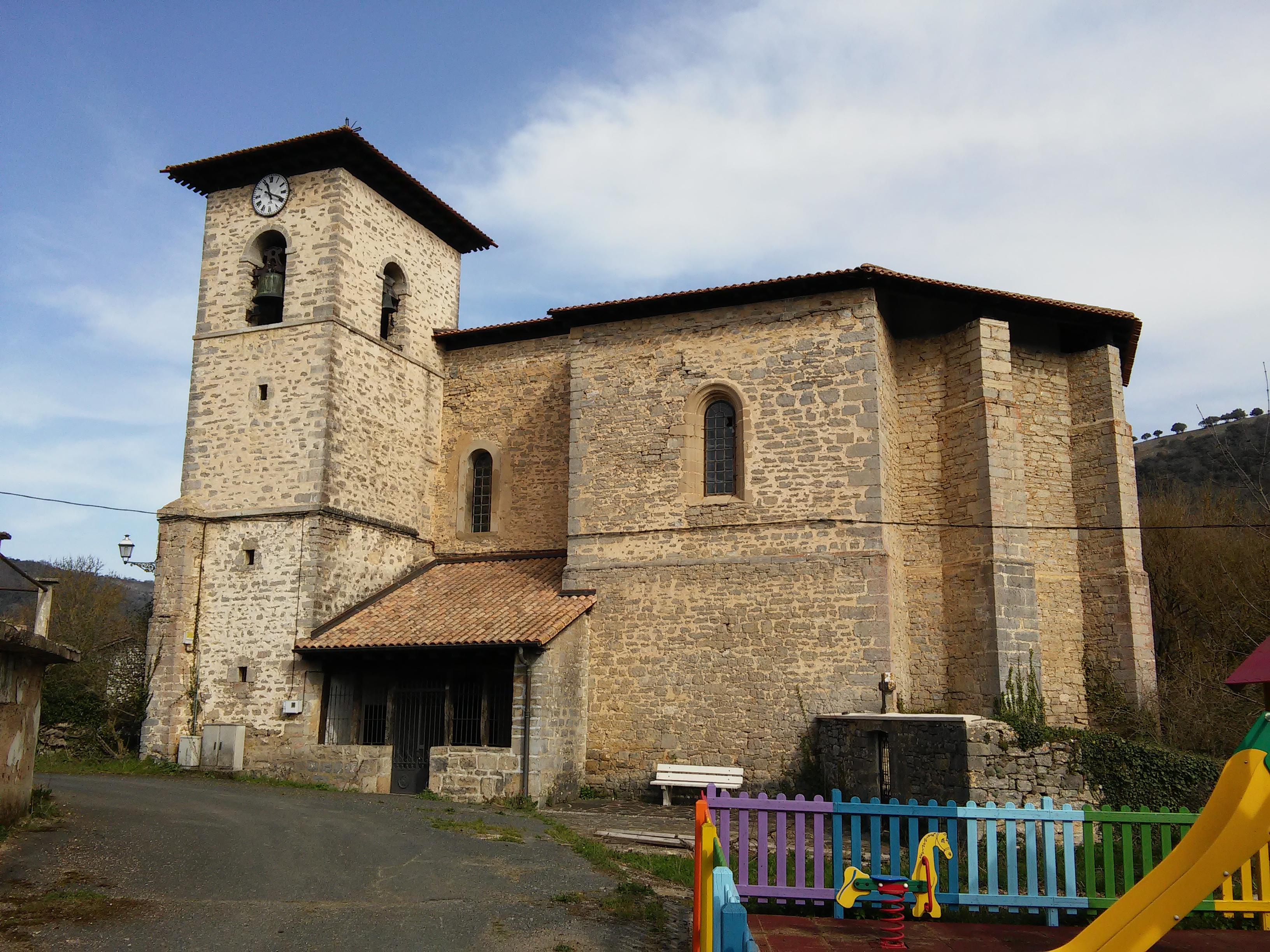
Kirche von Andagoia